# Ricky Schmitt
Ricky William Schmitt (Virginia Beach, 17 agosto 1985) è un ex giocatore di football americano statunitense nella National Football League (NFL).

## Carriera universitaria
Ha giocato con i Shepherd Rams squadra rappresentativa dell'università Shepherd.

## Con gli Arizona Cardinals
Al draft NFL 2007 non è stato selezionato ma poi è stato preso dagli Arizona Cardinals dai rookie non selezionati. Ma poi è stato svincolato il 27 agosto 2007 prima dell'inizio della stagione regolare.

## Prima volta con i San Francisco 49ers
Ha firmato il 15 gennaio 2008 con i San Francisco 49ers ma poi il 30 agosto con gli ultimi tagli prima della stagione regolare è stato svincolato.

## Con i Pittsburgh Steelers
Il 28 ottobre 2008 si è unito alla squadra di allenamento dei Pittsburgh Steelers ma già il 1º novembre era di nuovo senza squadra.

## Con gli Oakland Raiders
Il 15 dicembre 2008 è entrato a far parte della squadra di allenamento degli Oakland Raiders. Dopo pochi giorni il 30 dicembre ha firmato un contratto di 2 anni per eventuali future trattative sempre con i Raiders. Il 5 settembre 2009 viene svincolato.

## Seconda volta con i San Francisco 49ers
Il 22 dicembre 2009 rifirma con i 49ers, ha debuttato finalmente nella NFL il 27 dicembre 2009 contro i Detroit Lions indossando la maglia numero 2. Il 2 gennaio 2010 è stato messo sulla lista infortunati a causa di un infortunio al bacino. Il 5 marzo è diventato free agent.

## Con i Tennessee Titans
Il 15 marzo 2010 ha firmato con i Tennessee Titans ma durante i tagli il 31 agosto è stato svincolato.

## Con i San Diego Chargers
Il 20 gennaio 2011 ha firmato con i San Diego Chargers non ha ancora scelto il numero di maglia.

### Statistiche nella stagione regolare
Legenda: PG=Partite giocate PT=Partite da titolare BFG=Field goal bloccati LFG=il più lungo field goal messo FGM=Field goal messi FGP=Field goal provati E=Extra point provati EM=Extra point messi EB=Extra point bloccati K=kickoff YK=Yard su kick off KU=Kick off terminati fuori dal campo di gioco KT=Kick off in touchback KR=Kick off ritornati TK=Touchdown su kick off ritornati OK=Onside kick off OKR=Onside kick off recuperati TT=Tackle totali T=Tackle da solo TA=Tackle assistiti.
| Stagione | Squadra             | PG | PT | BFG | LFG | FGM | FGP | E | EM | EB | K | YK  | KU | KT | KR | TK | OK | OKR | TT | T | TA |
| -------- | ------------------- | -- | -- | --- | --- | --- | --- | - | -- | -- | - | --- | -- | -- | -- | -- | -- | --- | -- | - | -- |
| 2009     | San Francisco 49ers | 1  | 0  | 1   | 39  | 2   | 3   | 2 | 2  | 0  | 5 | 325 | 0  | 1  | 4  | 0  | 0  | 0   | 0  | 0 | 0  |

- (EN)  La sua scheda su NFL.com.

## Record personali in una stagione
Legenda: YK=yard su kick off LFG=field goal andato a segno più lungo FGM=field goal messi.
| YK        | LFG      | FGM     |
| --------- | -------- | ------- |
| 325 ('09) | 39 ('09) | 2 ('09) |